# La Pop End Rock
La Pop End Rock é o décimo segundo álbum de estúdio da banda portuguesa de rock UHF. Editado em outubro de 2003 pela EMI–Valentim de Carvalho.
O álbum celebra os 25 anos de carreira dos UHF e é a primeira ópera rock autobiográfica feita em Portugal. Trata-se de um projeto ambicioso que relata o lado de dentro da vida de um artista. Segundo as palavras do mentor do grupo: "É uma obra ficcionada sobre a carreira oficial e a vida não documentada dos UHF, enquanto banda, e das personagens que pelo grupo passaram ao longo dos encores  de uma vida". O título do álbum define um pouco o estado das coisas e da música pop-rock que se faz em Portugal, com alguma influência estrangeira. Por outro lado, a foto da capa – uma criança – ilustra o lado naif do início da banda. La Pop End Rock é um trabalho grandioso, elaborado e maturado, produzido para representação de ópera rock, com orquestra, coreografia e intérpretes para as personagens.
Todas as canções são episódios vividos pela banda e em especial pelo seu líder. O tema "Sem Disfarce" fala da atribulada reunião em 1990, em que participaram António Manuel Ribeiro e os ex membros Renato Gomes, Carlos Peres e Zé Carvalho, que marcaram a fase comercial mais lucrativa e afamada da carreira dos UHF. Esteve em debate a escolha de quatro canções no regresso ao palco para gravação do álbum ao vivo Julho,13. Mas a planificação do espetáculo transformou-se inesperadamente num momento tenso, devido ao alto valor monetário exigido pelos antigos músicos. A ópera rock já estava quase pronta em 1999 e o nome provisório era mesmo "Sem Disfarce - A Vida de um Músico". A canção "Os Putos Vieram Divertir-se" é uma homenagem à determinação da própria banda em afirmar-se no panorama musical, e faz uma dedicatória especial à fiel legião de fãs.
Foi editado o single "A Lágrima Caiu" com três versões desse tema. A versão presente no álbum é interpretada em dueto de António Manuel Ribeiro com a cantora de jazz Orlanda Guilande, e foi o tema de maior sucesso. Para o autor e líder da banda: "Uma das mais belas canções de amor que escrevi, um milagre de produção em estúdio".

## Lista de faixas
O duplo disco compacto é composto por 35 faixas em versão padrão. Fernando Delaere partilha a composição com António Manuel Ribeiro no tema "O Primeiro Concerto". O instrumental "Fora da Garagem, Já!" é composto por António Côrte-Real. Os restantes temas são da autoria de António Manuel Ribeiro.
| CD1 |                                           |                                       |         |  |
| N.º | Título                                    | Compositor(es)                        | Duração |  |
| 1.  | "Nascer / Os Primeiros Acordes"           | António M. Ribeiro                    | 3:51    |  |
| 2.  | "Sem Disfarce"                            | António M. Ribeiro                    | 2:07    |  |
| 3.  | "O Presságio da Fada"                     | António M. Ribeiro                    | 2:06    |  |
| 4.  | "O Primeiro Concerto"                     | António M. Ribeiro / Fernando Delaere | 3:54    |  |
| 5.  | "E Ele Escreveu Genial (I)"               | António M. Ribeiro                    | 0:55    |  |
| 6.  | "Um Anjo no Meu Quarto"                   | António M. Ribeiro                    | 4:57    |  |
| 7.  | "Fora da Garagem, Já!"                    | António Côrte-Real                    | 1:22    |  |
| 8.  | "Quero Um Lugar no Top Inglês"            | António M. Ribeiro                    | 1:16    |  |
| 9.  | "O Velho Pastel de Belém Rosna"           | António M. Ribeiro                    | 1:22    |  |
| 10. | "Uma História Com (A)gente"               | António M. Ribeiro                    | 3:38    |  |
| 11. | "A Legenda e A Lenda (II)"                | António M. Ribeiro                    | 1:07    |  |
| 12. | "Era Nani (e era minha)"                  | António M. Ribeiro                    | 3:42    |  |
| 13. | "Rumo ao Céu (não dói nada)"              | António M. Ribeiro                    | 4:52    |  |
| 14. | "Do Céu ao Inferno"                       | António M. Ribeiro                    | 6:31    |  |
| 15. | "Joey Ramone (tributo)"                   | António M. Ribeiro                    | 3:16    |  |
| 16. | "A Noite Inteira"                         | António M. Ribeiro                    | 1:12    |  |
| 17. | "A Lágrima Caiu" (feat. Orlanda Guilande) | António M. Ribeiro                    | 4:46    |  |

| CD2            |                                    |                    |         |  |
| N.º            | Título                             | Compositor(es)     | Duração |  |
| 1.             | "É Malhar! É Malhar! (II)"         | António M. Ribeiro | 0:57    |  |
| 2.             | "Dei-lhe Carros e Prendas"         | António M. Ribeiro | 3:57    |  |
| 3.             | "End Rock?"                        | António M. Ribeiro | 1:09    |  |
| 4.             | "Raiva End Roll"                   | António M. Ribeiro | 2:19    |  |
| 5.             | "Fã Número Um (sou eu e + nenhum)" | António M. Ribeiro | 2:14    |  |
| 6.             | "Os Putos Vieram Divertir-se"      | António M. Ribeiro | 3:29    |  |
| 7.             | "O Conselho da Fada"               | António M. Ribeiro | 2:37    |  |
| 8.             | "Em Tribunal (IV)"                 | António M. Ribeiro | 1:03    |  |
| 9.             | "Tu Mordes e Eu Deixo"             | António M. Ribeiro | 2:40    |  |
| 10.            | "Por Uma Guitarra Eléctrica"       | António M. Ribeiro | 1:23    |  |
| 11.            | "Eu Escolhi a Estrada Certa"       | António M. Ribeiro | 4:55    |  |
| 12.            | "Aqui Vamos Nós / Sem Disfarce"    | António M. Ribeiro | 5:04    |  |
| 13.            | "Memórias de Hotel"                | António M. Ribeiro | 4:58    |  |
| 14.            | "Por Três Minutos na Vida"         | António M. Ribeiro | 4:20    |  |
| 15.            | "O Fim. The End?"                  | António M. Ribeiro | 0:32    |  |
| 16.            | "La Pop End Rock"                  | António M. Ribeiro | 3:17    |  |
| 17.            | "Ai Eme Ra"                        | António M. Ribeiro | 1:24    |  |
| 18.            | "O D.J. é Um Rei"                  | António M. Ribeiro | 3:40    |  |
| Duração total: | Duração total:                     | Duração total:     | 94:04   |  |

## Membros da banda
- António Manuel Ribeiro (vocal e guitarra acústica) [2]
- António Côrte-Real (guitarra) [2]
- Fernando Rodrigues (baixo e vocal de apoio) [2]
- Ivan Cristiano (bateria e vocal de apoio) [2]

Convidados
- Jorge Manuel Costa (teclas) [2]
- Fernando Abrantes (piano) [2]
- Alexandre Manaia (piano) [2]
- Mário Lopes (teclas) [2]
- Nuno Flores (violino) [2]
- Orlanda Guilande (vocal) [2]
- Miguel Fernandes, Luna, Carlos Ançã, Madame X, Selma Uamusse (vocais de apoio) [2]